# Клятва Гиппократа (фильм)

Кадр из фильма

«Кля́тва Гиппокра́та» (латыш. Hipokrāta zvērests) — художественный фильм режиссёра Ады Неретниеце. Снят на Рижской киностудии в 1965 году. Премьера фильма состоялась в феврале 1966 года.

## Сюжет
Молодой хирург Имант Вейде после окончания института получает назначение на пассажирское судно. В первом же рейсе он ставит неправильный диагноз больному, который умирает после операции. Суд, учитывая молодость врача, ограничился вынесением условного наказания.
Имант во всём винит себя и, не желая больше работать по специальности, уезжает за Полярный круг. Начальнику метеорологов нужен повар на дальнюю станцию в посёлок Медвежий, и Имант начинает новую жизнь.
У одного из полярников, опытного специалиста Михаила Михайловича, начались острые боли. Так случилось, что он с первого дня невзлюбил прибывшего новичка, но только своевременная помощь и послеоперационный квалифицированный уход Вейде спасли больного от неминуемой смерти. Этот случай помог Иманту вернуть веру в собственные силы.

## В ролях
- Паул Буткевич — Имант Вейде
- Александра Завьялова — Валентина Томилова
- Алексей Миронов — Андрей Иванович
- Виктор Гаврилов — Михаил Михайлович
- Сергей Гурзо — Марат Сергеев
- Алексей Темербек — Вася Лисицин

В эпизодах:
- Эльза Радзиня — мать Иманта
- Эвалдс Валтерс — фельдшер Ланка
- Геннадий Юдин — Иван Бурмин

## Съёмочная группа
- Автор сценария: Евсей Баренбойм;
- Режиссёр-постановщик: Ада Неретниеце;
- Оператор-постановщик: Зигурд Витолс;
- Композитор: Рингольд Оре;
- Художник-постановщик: Андрис Бауманис;